# Brilliance M2
«Brilliance M2» (укр. Брільянс М2) — легкове авто класу «D» китайського автовиробника Brilliance. На авто встановлюються бензинові 4-х циліндрові двигуни Mitsubishi об'ємом 1,8 л та механічна 5-ступенева коробкой передач.
Середня витрата палива 7 л/100 км.
Авто має такі системи безпеки: ABS, EBD, EDS.
Довжина 4648 мм, ширина 1 800 мм, висота 1 450 мм, колісна база 2 790 мм, вага автомобіля 1 415 кг.
Розгін до 100 км/год за 13 секунд.
Максимальна швидкість 185 км/год. Незалежна багатоважільна підвіска.

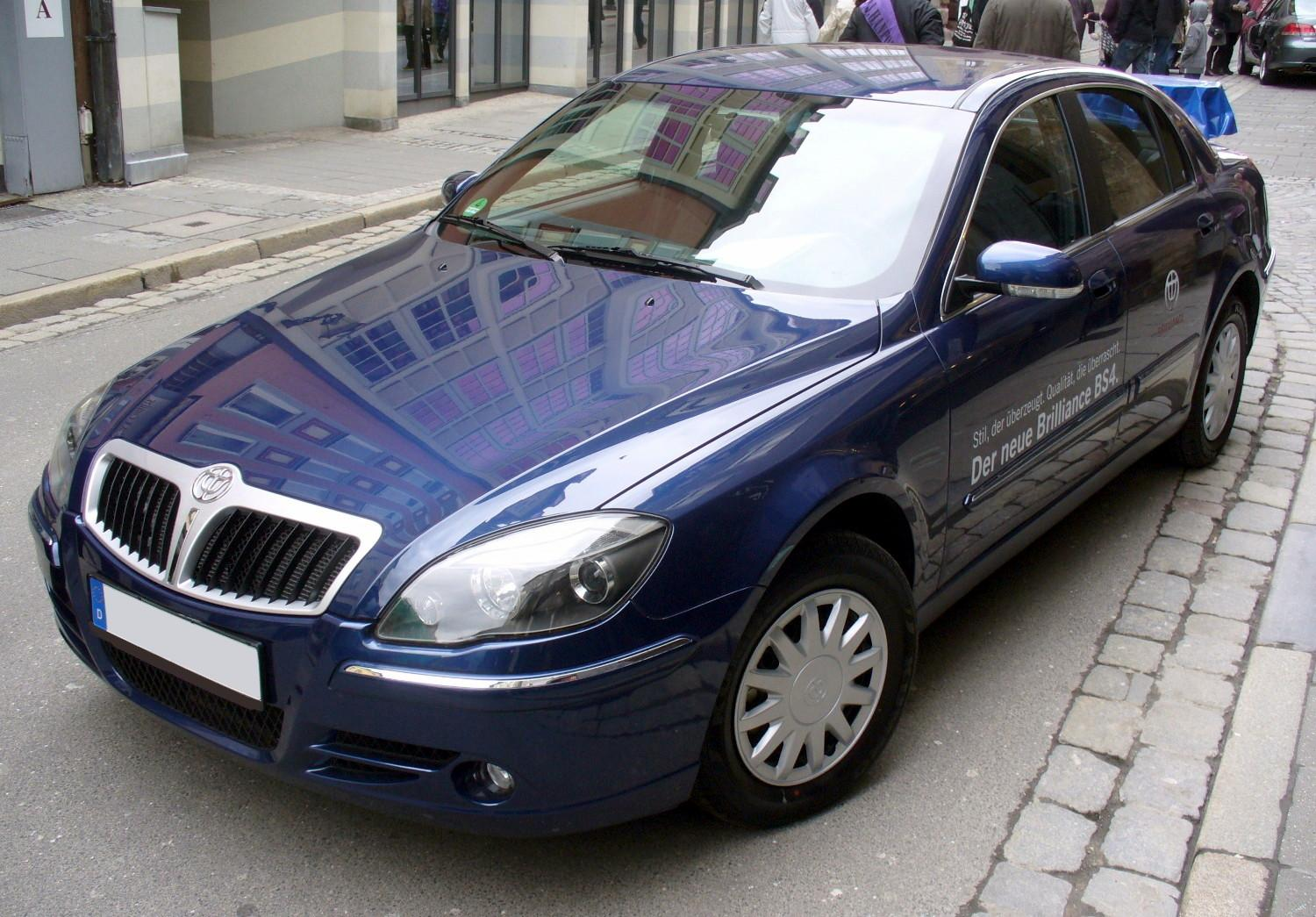
Brilliance M2
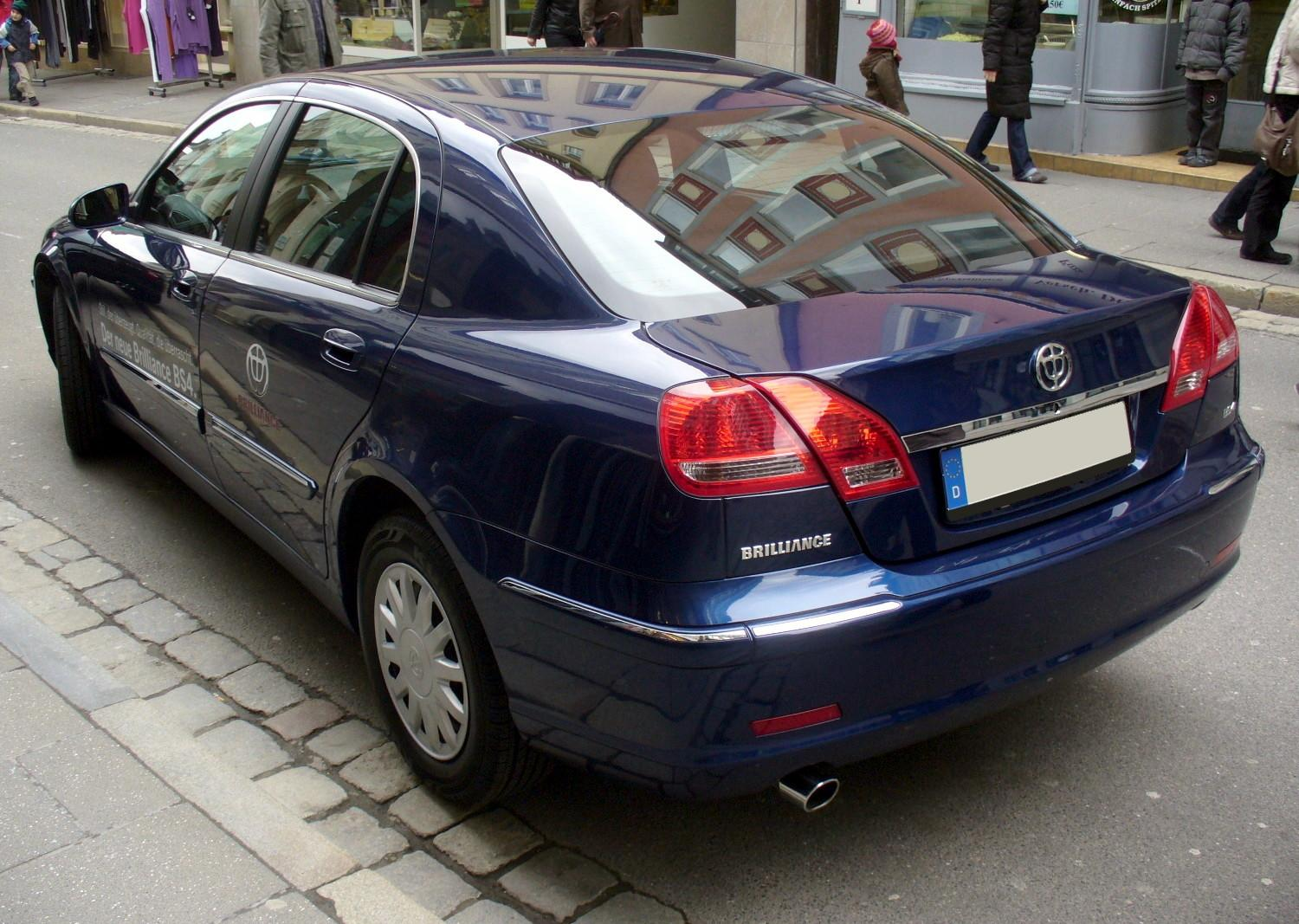
Brilliance M2
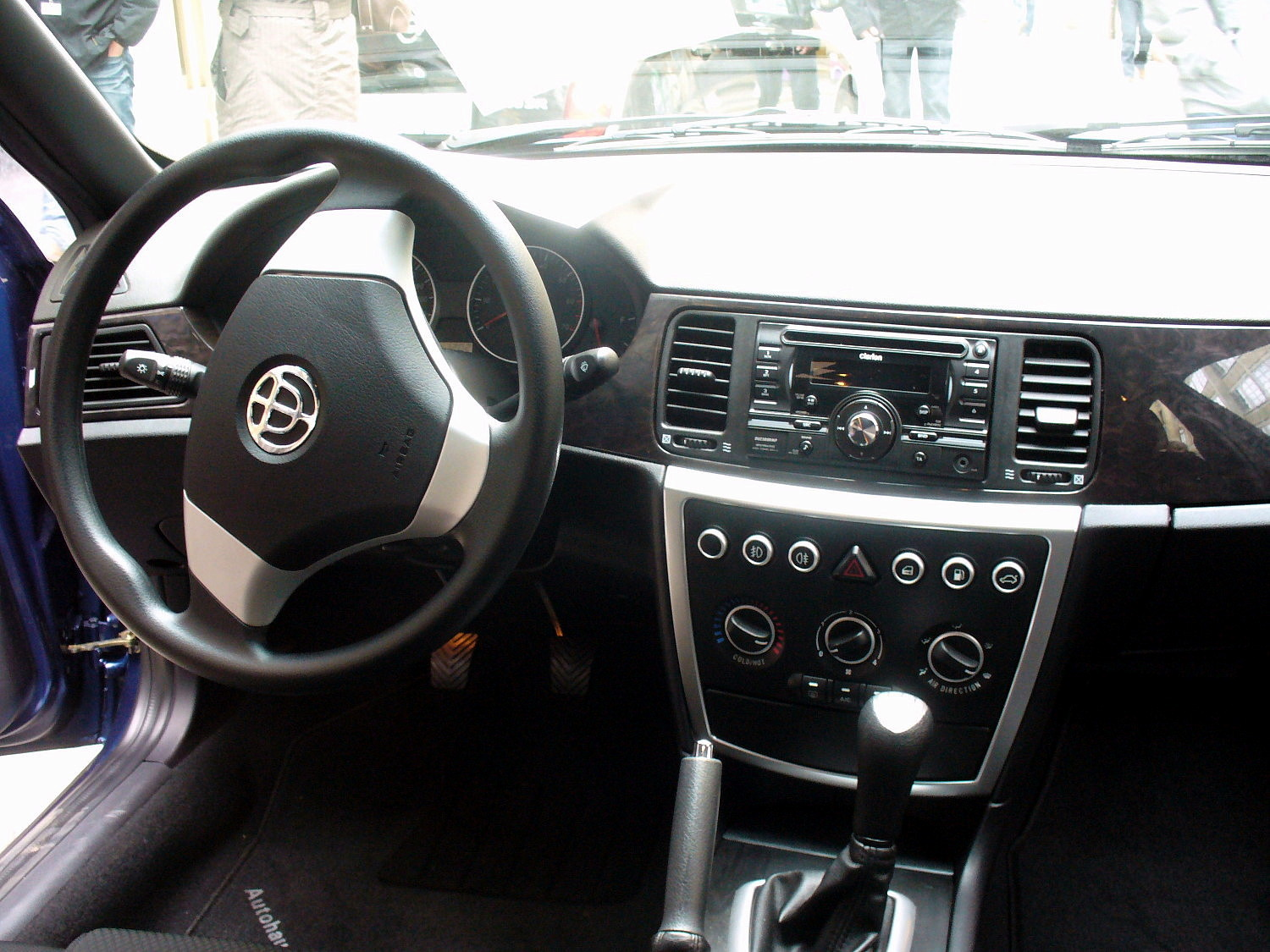
Brilliance M2